# Mario Mena
Mario Mena (1928. július 28. – ?) bolíviai válogatott labdarúgó.
A bolíviai válogatott tagjaként részt vett az 1949-es az 1953-as Dél-amerikai bajnokságon, illetve az 1950-es világbajnokságon.

## Külső hivatkozások
- Mario Mena – a FIFA adatbázisában

1. ↑  https://www.la-razon.com/marcas/2013/06/10/se-fue-mario-mena-delantero-de-la-academia-de-los-anos-50/?amp